# Jijia
De Jijia is een rechterzijrivier van de Proet in het noordoosten van Roemenië.
De rivier ontspringt even ten noorden van de Oekraïens-Roemeense grens en stroomt noordwestelijk van Dorohoi Roemenië binnen. Ze stroomt in zuidoostelijke richting, parallel aan de Proet, die ze zeer dicht nadert en waarmee uiteindelijk een gemeenschappelijk dal wordt gevormd. Bij Chiperești bevindt zich een kunstmatige aftakking naar de Proet, die ook het water van de Bahlui, de voornaamste zijrivier van de Jijia, afvoert.
De benedenloop van de Jijia is daarmee van de hoofdstroom afgesneden. Deze Jijia Veche (Oude Jijia) mondt bij Gorban uit in de Proet. Met hulp van het Nederlandse RIZA (Rijksinstituut voor Integraal Zoetwaterbeheer en Afvalwaterbehandeling) is in dit gebied een natuurherstelprogramma uitgevoerd.
Overstromingen van de Jijia zijn niet ongewoon. In Dorohoi eiste het rivierwater eind juni 2010 vijf slachtoffers.